# ロブソン作戦
ロブソン作戦 (Operation Robson) は、1944年12月にイギリス軍により実行された、スマトラ島の製油所攻撃を目的とした作戦。
作戦参加部隊は以下の通りであった。
- フォース67（フィリップ・ヴァイアン中将）
  - 空母インドミタブル（旗艦）、イラストリアス
  - 軽巡洋艦ニューカッスル、アルゴノート、ブラック・プリンス
  - 駆逐艦ケンペンフェルト、ラングラー、ウェセックス、ワールウィンド、ウェイクフル

攻撃目標はスマトラ島パンカラン・ブランダンの製油所であった。フォース67は1944年12月17日にトリンコマリーから出撃した。12月20日、スマトラ島ダイアモンド岬北方で攻撃部隊が空母から発進した。攻撃部隊はアヴェンジャー28機、コルセア16機、ヘルキャット16機であったが、発艦時にアヴェンジャー1機が墜落した。目標付近が雲に覆われていたため、コルセア2機を除き攻撃部隊はベラワン・デリを攻撃した。戦闘機による迎撃はなく、攻撃部隊は全機帰還した。日本側は、この攻撃でベラワン・デリの燃料タンクと倉庫各1棟が炎上したほか、訓練飛行中の九七式重爆撃機1機が空中戦に巻き込まれて損傷不時着した。
フォース67は12月22日にトリンコマリーに帰投した。日本側の陸軍第9飛行師団は、独立飛行第74中隊の偵察機と飛行第87戦隊の二式戦闘機4機をスマトラ北部へ進出させて警戒させたほか、機動部隊への反撃を試みていたが悪天候のために目標を発見できずに終わった。
実行できなかった本来の目標パンカラン・ブランダン攻撃は、1945年1月にレンティル作戦として実行された。